# Fryderyk Douglas
Fryderyk Douglas (ur. 5 marca 1886, zm. 26 marca 1928 w Poznaniu) – podpułkownik dyplomowany artylerii Wojska Polskiego.

## Życiorys
8 lipca 1920 roku został przyjęty do Wojska Polskiego z byłej armii niemieckiej, z zatwierdzeniem posiadanego stopnia kapitana, z zaliczeniem do Rezerwy armii i jednoczesnym powołaniem do służby czynnej na czas wojny aż do demobilizacji. 14 października 1920 roku został zatwierdzony z dniem 1 kwietnia 1920 roku w stopniu majora, w grupie oficerów byłej armii niemieckiej. Był wówczas dowódcą baterii zapasowej 15 pułku artylerii polowej. W latach 1922–1924 był słuchaczem francuskiej Wyższej Szkoły Wojennej w Paryżu (École supérieure de guerre). 3 maja 1922 roku został zweryfikowany w stopniu podpułkownika ze starszeństwem z dniem 1 czerwca 1919 roku i 72. lokatą w korpusie oficerów artylerii, a jego oddziałem macierzystym był nadal 15 pułk artylerii polowej.
23 kwietnia 1925 roku gen. dyw. Stefan Majewski, w zastępstwie ministra spraw wojskowych, przyznał mu z dniem 1 listopada 1924 roku tytuł naukowy oficera Sztabu Generalnego i odkomenderował go z 15 pułku artylerii polowej do Dowództwa Okręgu Korpusu Nr VII w Poznaniu. Z dniem 15 maja 1925 został szefem Oddziału Wyszkolenia DOK Nr VII. W lutym 1926 po pomyślnym złożeniu egzaminów przyznano mu tytuł wojskowego tłumacza z języka angielskiego i języka francuskiego.
21 maja 1926 gen. bryg. Stanisław Burhardt-Bukacki, pełniący obowiązki szefa SG WP w meldunku do marszałka Józefa Piłsudskiego w sprawie zamierzonego samobójstwa gen. dyw. Kazimierza Sosnkowskiego podał wersję płk SG Jerzego Błeszyńskiego, według której „do gabinetu generała Sosnkowskiego mieli wejść gen. Edmund Hauser, ppłk Douglas i adiutant gen. Hausera, kapitan i wtedy padło kilka strzałów. Wiadomość niesprawdzona. Sądzę, że najprawdziwsze są informacje płk. Skotnickiego”, który „mówił mi, że gen. Sosnkowski przyjechał rano do Poznania, udał się do swego gabinetu, po czym, zamknąwszy się w nim, po upływie trzech godzin strzelił do siebie”.
1 października 1926 roku został przeniesiony do Biura Inspekcji Generalnego Inspektoratu Sił Zbrojnych w Warszawie. Wiosną 1927 roku przeniesiony został do 12 pułku artylerii polowej w Złoczowie na stanowisko zastępcy dowódcy pułku. We wrześniu tego roku przeniesiony został do kadry oficerów artylerii i oddany do dyspozycji szefa Departamentu Artylerii Ministerstwa Spraw Wojskowych.
Według ppłk Stefana Jellenty pochodził z Wielkopolski i przypuszczalnie był oficerem rezerwy armii pruskiej oraz że „zginął pod koniec lat trzydziestych w tragicznych okolicznościach”.
W lutym 1928 roku przeniesiony został do rezerwy. Podjął pracę w Powszechnej Wystawie Krajowej. Zmarł w poniedziałek 26 marca 1928 roku w Poznaniu. Pochowany 29 marca 1928 roku w Górze, w rodzinnym grobowcu. 15 lipca 1936 roku, pośmiertnie, została mu nadana Odznaka Pamiątkowa Generalnego Inspektora Sił Zbrojnych.